# Austin Ejide
Austin Ejide (Onitsha, 8 april 1984) is een Nigeriaans voetballer die als doelman speelt.

## Clubcarrière
Ejide brak in Nigeria door bij Gabros International. Vervolgens speelde hij vier seizoenen in Tunesië bij Étoile Sportive du Sahel en drie seizoenen in Frankrijk bij SC Bastia. Sinds 2009 speelt hij in Israël waar hij tot 2012 voor Hapoel Petah Tikva uitkwam en daarna tot 2015 voor Hapoel Be'er Sheva speelde. In 2017 maakte hij een rentree bij promovendus Hapoel Hadera. In het seizoen 2020/21 speelde hij voor Sektzia Nes Ziona.

## Interlandcarrière
Sinds 2001 speelt Ejide voor het Nigeriaans voetbalelftal waar hij meestal reservedoelman is. Hij zat in de selecties voor het wereldkampioenschap voetbal 2002 en 2010, de African Cup of Nations 2004, 2006, 2008, 2010 en 2013 alsook de FIFA Confederations Cup 2013. Hij werd opgenomen in de definitieve selectie voor het wereldkampioenschap voetbal 2014.

## Erelijst
- African Cup of Nations
  -  2013
  -  2004, 2006, 2010
- Coupe de la Ligue (Tunesië)
  - 2004/05
- CAF Confederation Cup
  - 2006